# ジェームズクック大学
ジェームズクック大学（ジェームズクックだいがく、英語: James Cook University、略称：JCU）は、1970年4月20日にオーストラリア連邦クイーンズランド州タウンズビルに設立された、クイーンズランド州で2番目に古い伝統ある大学である。クイーンズランド州では初めて第3次教育（大学、専門教育）を導入した大学である。
世界観光機関（World Tourism Organization）からオーストラリアにおける観光学の最高峰として認証されており、観光学における研究がさかんに行われている。近年、世界の大学国際化戦略計画（ISP）のリーダー的大学として機能しており、世界中の大学との連携を深めている。また、オーストラリア政府から先駆的な研究大学（Innovative Research Universities Australia）のメンバーに指定されている。
大学の名称は、オーストラリア大陸を初めて発見したイギリス人船長ジェームズ・クック（ノース・クイーンズランドに修理のため上陸）にちなんで名付けられた。キャンパスは、国内にはタウンズビル、ケアンズ、ブリスベン、マウント・アイザ、木曜島（トレス海峡諸島）、マッカイの6つにキャンパス、研究施設がおかれており、国外ではシンガポールにもキャンパスがある。
世界100カ国以上からの4千人の留学生を含む、1万6千人以上の学生が在籍している。

## 歴史
- 1970年4月20日 - クイーンズランド議会で、タウンズビル・カレッジの4年制大学への変更の発表。
- 1970年4月29日 - タウンズビル・カレッジからクイーンズランド州ジェームスクック大学と正式変更。エリザベス2世女王によって正式発表。
- 1982年1月1日 - ダグラスに拠点を置いていたタウンズビル・カレッジのアドバンス教育を合併。
- 1987年 - スミスフィールド郊外にケアンズ校を設立（デザイン学部をケアンズへ移転）。
- 2001年 - ダグラス・キャンパス、タウンズビル病院併設の医学部を開設。
- 2003年 - 国外初のシンガポール校を設立。
- 2006年 - クイーンズランド州ブリズベン校を設立。
- 2006年 - 獣医学部を開設。

## 代表的な学問領域
一流の研究大学に認定されており、オーストラリア革新的研究大学（Innovative Research Universities Australia）のメンバーで、ユニバーシティーズ・オーストラリアに認定されている3校の大学提携のうちの一校である。専門分野には生態学・環境学、動植物科学、地球科学、サンゴ礁学、観光学がある。研究の専門性、最新設備により高い評価がある。卒業生から教育経験評価において5ツ星評価を得ている。オーストラリアの13大学がランクインした台湾のHEEACT（世界大学ランキング）の1大学で、オーストラリア17大学がランクインした上海交通大学ARWUの1大学である。
熱帯研究
世界トップ5にランクしている。JCUには熱帯雨林、グレートバリアリーフがあり、熱帯研究としては優れた環境になっている。最新の研究設備とともに多くの学生が学んでいる。
観光学
世界トップ12としてランクしている。ホテル・マネージメント、エコツーリズムがと主な学問領域となっており、世界遺産であるグレートバリアリーフ、熱帯雨林があることも、JCUの観光学が代表的な学問領域になる理由である。オーストラリアで初めての観光学教授が教鞭をとっており、WTO（the World Tourism Organisation）から認定されている。世界の観光学の研究者のトップ50のうち4名がJCU教師陣ということもあり、質の高い授業、最多の研究数を誇る大学の一つとなっています。
生態学、環境学、動植物科学、地球科学
世界トップ3にランクする。サンゴ礁生態学の論文の被引用数で世界1位。

## キャンパス、研究施設
ダグラスキャンパス（タウンズビル）
市外から11kmほど離れた386haの広大な土地に設立された。リゾート地として有名なミッションビーチやウィットニービーチからも近く、ケアンズ北方から続く広大なグレートバリアリーフもある。
現在ダグラスキャンパスでは、およ11,000人の学生が学んでいる。その中の1,300人は海外からの学生である。
キャンパス内には、研究施設の他に寮、図書館、カフェ、バー、フィットネス等も完備されている。約1,200人の学生がキャンパス内の寮に住んでいる。
ケアンズキャンパス
1987年にケアンズ市内から15キロ離れたスミスフィールド郊外に設立された。キャンパスは世界遺産の熱帯雨林がすぐ後ろにある自然に恵まれた地域。観光地として有名なケアンズは、世界遺産、ホテル、空港、カジノなど観光学学習に必要な要素が多く、政府派遣により学びにくる学生も多い。
ケアンズキャンパスは、世界の大学国際化戦略計画（ISP）を管理しているキャンパスであり、教育国際化のリーダーとして世界の他大学との連携している。また、オーストラリアにおける先駆研究機関としてのメンバーであり、年間2700万ドルが研究費用として援助されている。研究援助費用が使用される主な研究分野は、海洋物理学、熱帯環境学習、地球科学/地質学、エンジニアリング、観光学となっている。
キャンパス内には、JCU語学学校（JCU ELC）が併設されており、多くの海外からの高校生、大学生が短期語学留学に来ている。また、ジェームスクック大学進学への希望をしている者で、大学規定の点数（TOEFL、IELTS)に到達していない者に対して、大学進学特別コースが設置されており、大学進学を目指す学生もいる。
キャンパスと隣接して2つの学生寮もある。学生寮は、プール、ダイニング、バーなどがあり、寮生にとって過ごしやすい環境になっている。周辺住居と比べると家賃はやや割高になっているが、セキュリティーがしっかりしており、また食事、掃除などが含まれているので、その点を考慮に入れると海外からきた学生にとっては最適な住居ともいえる。
学生寮は2008年から大学運営を離れ、ホテル運営をしているサンロッジホテル運営会社によって運営されている。
ブリズベンキャンパス
キャンパスは、ブリズベン市内に設立された。シドニー、メルボルンより物価が割安なブリズベンは、オーストラリア人の他に海外からの学生も多い。サーファーズ・パラダイスのゴールドコーストも近く、ブリズベン市内からおよそ30分、電車1本でアクセス可能となっている。
ブリズベンキャンパスは、産業界とのリンクがあり、オーストラリア雇用市場へ直接アプローチが可能となっている。また、修士レベルの学生へインターンシップ制度を導入している。
マッカイキャンパス
マッカイは、ケアンズとブリズベンの中間にある町である。オーストラリア最大のサトウキビ収穫地としてもしられている。マッカイキャンパスでは、Social work学士課程を13年間にわたって提供している。またキャンパスでは、寮、研究施設があり、学生はそこで研究に励む。
マッカイ病院には、ジェームスクック大学の薬学部、ヘルスモルキュール科学部の研究施設があり、病院との連携で大学の授業を行っている。
マウントアイザキャンパス
マウントアイザは、世界遺産のRiversleigh Fossil エリアと鉱石が採掘できるLawn Hill Gorgeを持ち、クイーンズランド州の北西に位置している。
ヘルス・エデュケーション研究施設をマウントアイザに開設したのが始まりで、現在ではMount Isa Centre for Rural and Remote Health (MICRRH) という専門研究施設を設けてヘルスケアにおける学問領域を専門に提供している。遠隔地ケア、先住民アボリジニーへの健康問題などを研究している。研究施設のほかに会議室、コンピュータセンター、ヘルスサービスに関する図書館などを提供している。
木曜島キャンパス
木曜島は、アジア地域の文化と西洋文化が混合した文化がある地域である。JCUサーズデイアイランドキャンパスは、2003年に世界遺産に指定されている裁判所建物を、トレス海峡諸島の学生へ看護教育課程を提供する教育施設としてスタートした。
シンガポールキャンパス（海外）
シンガポールは63の島々から成り立っており、ここ150年間に中国人華僑が建国した新しい国である。2003年にJCUの海外キャンパスとしてシンガポール市内に初めて設立された。
シンガポールキャンパスは周辺地域が大学教育しやすい環境になっている。授業内容、教授陣をオーストラリアから連れてきており、海外キャンパスにおいても高い質を提供している。
その他研究施設
オーストラリア国内の病院施設を大学研究のために、連携して使用している（タウンズビル項目を参照）。観光学も、空港、ホテルやエコツーリズムに関する施設を私的、公的機関と共同使用している。

## メンター制度
Mentor（指導者、顧問）とは、ギリシア神話でオデュッセウスがトロイ戦争に出陣するとき、自分の子供テレマコスを託したすぐれた指導者の名前メントール（Mentor）からきた言葉である。企業内では、経験ある社員が若手社員を教育する際に使われる言葉である。
ジェームスクック大学では、優れたメンター制度が導入されており、大学在学期間が長い学生はメンターとして割り当てられる。メンターとして割当てられた学生は、大学入学したばかりの学生（大学1年生、大学院1年生）の相談相手となる。入学したばかりの学生は学生部などに行くとそのシステムが紹介される。学術論文の書き方、アサインメントの注意点など海外からきた学生がスムーズに大学生活を送れるようにアカデミックな分野での多方面にわたるサポートを展開している。また、メンターがパーティーなどを主催したりキリスト宗教行事などを取りまとめたりする。1人のメンターはおよそ5人の学生のサポートを行っている。

## 学術組織
- Faculty of Arts,Humanities and Social Sciences
  - School of Arts and Humanities
  - School of Social Sciences
  - School of Psychology
  - School of Indigenous Studies
  - School of Social Work
- Faculty of Education
  - School of Education
- Faculty　of Business、IT
  - School of Accounting, Business and Economics
  - School of Information Technology
  - School of Tourism
- Faculty of Law
  - School of Law
- Faculty of Creative Arts
  - School of The Creative Arts
- Faculty of Medicine, Molecular Sciences
  - School of Medicine and Dentistry
  - School of Mount Isa Centre for Rural and Remote Health
  - School of Nursing, Midwifery & Nutrition
  - School of Pharmacy & Molecular Sciences
  - School of Public Health, Tropical Medicine & Rehabilitation Sciences
  - School of Veterinary & Biomedical Sciences
- Faculty of Engineering
  - School of Australian Centre for Tropical Freshwater Research
  - School of Earth & Environmental Sciences
  - School of Engineering & Physical Sciences
  - School of Marine & Tropical Biology
- Faculty of Health
  - School of Biomedical and Molecular Science
  - School of Dental Surgery
  - School of Exercise Physiology
  - School of Health Sciences
  - School of Indigenous Health Careers Access Program
  - School of Medicine
  - School of Nursing
  - School of Medical Laboratory Science
  - School of Occupational Therapy
  - School of Pharmacy
  - School of Psychology
  - School of Physiotherapy
  - School of Speech Pathology
  - School of Sport and Exercise Science
  - School of Veterinary Science
- Faculty of Science
  - School of Aquaculture and Tropical Agriculture
  - School of Astronomy
  - School of Biomedical and Molecular Science
  - School of Earth and Environmental Sciences
  - School of Marine Biology
  - School of Marine Science
  - School of Mathematics and Physical Sciences
  - School of Tropical Biology and Conservation
  - School of Science - General
  - School of Veterinary Science
- Faculty of Journalism,Communication,Language and Writing
  - School of Journalism
  - School of Communication
  - School of Language and Writing

## JCU大学付属語学学校
ケアンズ校
JCUケアンズキャンパス内にあり、学生はコンピューター施設、図書館などJCU大学生と同じようなアクセスが可能である。タウンズビル校とともに、多様なカリキュラムが用意されており世界中の国々から英語を学びに来る学生がいる。日本人だけといった語学学校にありふれた光景もなく、多くの語学学校生はJCU大学生が住む学生寮に一緒に住んでおり、地元学生とともに行動するものを多い。
また、学生寮内でのパーティーなども大学生、語学学校生とも壁がなく英語学習には最適な環境があるといえる。その他、学生もスミスフィールド郊外にホームステイやJCU学生とのシェアハウスをして住んでいる。
タウンズビル校
ケアンズ校と同じく一般英語コースをはじめ、各種試験対策、進学など多様なカリキュラムを用意している。初心者から進学希望者、短期から長期まで、幅広いニーズに対応が可能である。入学時には2時間ほどの入学テストがあり、そのスコアにより割当てられる。平均的な学生の年齢はケアンズ校とも20代から30代前半で、英語学習したのちTAFE、大学へ進む学生も多い。